# Хяркекуолоноя
Хяркекуолоноя — река в России, протекает по территории сельских поселений Зареченск и Алакуртти Кандалакшского района Мурманской области. Длина реки — 18 км.
Река в общей сложности имеет 18 малых притоков суммарной длиной 40 км.
Впадает на высоте 253,0 м над уровнем моря в реку Ватсиманйоки, приток Тунтсайоки.
Населённые пункты на реке отсутствуют.
Код объекта в государственном водном реестре — 02020000512102000000993.